# Célula mononuclear de sangre periférica
Una Célula mononuclear de sangre periférica (PBMC) es una célula sanguínea caracterizada por poseer un único núcleo redondo, como los linfocitos o los monocitos. Estas células sanguíneas son un componente crítico en el sistema inmune, concretamente para combatir las infecciones.
Estas células se obtienen a menudo de la sangre usando ficol, un polisacárido hidrofílico que separa capas de la sangre, con monocitos y linfocitos formando un buffy coat bajo la capa del plasma. Este buffy contiene las PBMC.
Las PBMC tienen vastos usos clínicos y en investigación. Por ejemplo, se emplean en la investigación del virus HIV porque las PBMC incluyen los linfocitos T4, que el HIV infecta.
- Datos: Q736033